# 鈴木虎雄
鈴木 虎雄（すずき とらお、1878年〈明治11年〉1月18日 - 1963年〈昭和38年〉1月20日）は、日本の古典中国文学者。新潟県西蒲原郡粟生津村（のち吉田町、現在は燕市に合併）出身。燕市名誉市民。

## 経歴
父鈴木惕軒は、長善館二代館主、その八男（戸籍上は五男）。一時大橋家の養子となり、大橋姓を称したが、後に鈴木姓に復した。甥には岩手県知事（官選）を務めた鈴木脩蔵がいる。妻鶴代は陸羯南の次女。
幼少時は長善館で父惕軒に師事する。上京後、東京英語学校、東京府尋常中学、第一高等中学校で学び、1900年（明治33年）、東京帝国大学文科大学漢学科卒業。同大学院中退後、日本新聞社、台湾日日新報社、東京高等師範学校（東京教育大学、筑波大学の前身）講師・教授などを経て、1908年（明治41年）に新設間もない京都帝国大学文科大学助教授に就任する。1919年（大正8年）には教授、1938年（昭和13年）に名誉教授。1939年（昭和14年）より帝国学士院会員。1958年（昭和33年）に文化功労者、1961年（昭和36年）に文化勲章受章。

### 事績
近代日本における中国文学・文化研究（中国学）の創始者の一人で、東洋学における京都学派の発足にも大きく寄与した、著名な弟子に吉川幸次郎と小川環樹らがいる。
多くの古典漢詩を訳解著述、漢詩をも日々作成し、号を漢詩では豹軒、和歌では葯房と称し「豹軒詩紗」、「葯房主人歌草」などを著した。
晩年に『良寛全集』（東郷豊治編、東京創元社（上下）、1959年）の漢詩校閲を行い、最晩年（1962年）に、私家版で父の詩文集『鈴木惕軒先生年譜』を編んでいる。
追悼文集に『名誉町民　豹軒鈴木虎雄先生』（吉田町教育委員会刊、非売品、1964年）。
生涯にわたり収集した、漢籍を軸とする約14,000冊の旧蔵書は、京都大学文学部図書室に収蔵、図書目録が発行されている。

### 新聞『日本』との関わり
新聞『日本』には帝大在学中から漢詩・和歌を投稿しており、大学院中退後の1901年に入社した。新聞『日本』の漢詩欄の選者で、長善館の門人だった桂湖村の勧めによる。月給は帝大出身者としては薄給の25円だった。新聞『日本』では「葯房漫艸」を連載し、病に倒れた正岡子規に代わり短歌撰者を務めた。当時は寒川鼠骨と上野に同居しており、子規「仰臥漫録」によると家賃は2円50銭だったという。子規の没後は根岸短歌会にも出席するようになった。
1903年には退社して台湾日日新報社へ移るが、日本新聞社との縁は切れず、帰国後の1906年に陸羯南の娘と結婚している。後年に羯南の著作や詩を収めた文集『羯南文録』（大日社、1938年）を編んでいる。

## 著書
- 『支那文學研究』弘文堂書房, 1925／弘文堂（復刻）, 1962、再版1967
- 『支那詩論史』弘文堂書房, 1925／弘文堂（復刻）, 1961
- 『業間録』弘文堂書房, 1928、第二版1939
- 『賦史大要』冨山房, 1936
- 『豹軒詩鈔』鈴木教授還暦記念会編、弘文堂書房, 1938 - 漢詩集（和綴本6冊組）
- 『禹域戦乱詩解』弘文堂書房［麗澤叢書］, 1945　
  - 『中国戦乱詩』筑摩書房［筑摩叢書］, 1968、新版1985／講談社学術文庫[2], 2022 - 電子書籍も刊
- 『葯房主人歌草』アミコ出版社［あけび叢書］, 1956
- 『豹軒退休集』鈴木先生喜寿記念会編、弘文堂, 1956 - 漢詩集
- 『駢文史序説』（興膳宏校正補）研文出版, 2007 - 元版1961（少部数刊）
- 『豹軒詩遺稿』法藏館, 2024 - 遺稿「退休集」以降の漢詩集[3]

### 訳註書
- 『杜少陵詩集』全4巻「續國譯漢文大成 文學部 4-7」 國民文庫刊行会, 1928-32、再版1957-58
- 『白楽天詩解』 弘文堂書房, 1927、弘文堂, 1954、新装版1967
- 『陶淵明詩解』 弘文堂書房［麗澤叢書］, 1948、弘文堂, 1964, 再版1968
  - 『陶淵明詩解』平凡社〈東洋文庫〉, 1991（解説小川環樹、ワイド版2008、電子書籍版2024）
- 『陸放翁詩解』 弘文堂（上中下）, 1950-54、新装版（上下）, 1967
- 『玉台新詠集』 徐陵撰、岩波文庫（上中下）, 1953-56、復刊1982、1994、2008
- 『李長吉歌詩集』 李賀、岩波文庫（上下）, 1961、復刊1987、2009
- 『杜詩』[4] 岩波文庫 全8巻[5]（黒川洋一補訳注、あとがき小川環樹）, 1963-66、復刊1989、2005
- 『杜甫全詩集』 全4巻「続国訳漢文大成 復刻版」日本図書センター, 1978、再版1989

## 関連文献
- 小川環樹『談往閑語』、のち『著作集 第5巻』（各 筑摩書房）
  - 「鈴木虎雄先生のこと」、「豹軒先生の詩学および詩風の一端」ほか
- 『東方学回想Ⅱ　先学を語る〈2〉 鈴木虎雄博士』（刀水書房、2000年）- 弟子達による座談での回想
- 『東洋学の系譜』（大修館書店、1992年）- 興膳宏による紹介
  - のち『異域の眼　中国文化散策』（筑摩書房、1995年）に収録
- 興膳宏『杜甫のユーモア ずっこけ孔子』（岩波書店、2014年）- 小伝2編を収録
- 森岡ゆかり『近代漢詩のアジアとの邂逅　鈴木虎雄と久保天随を軸として』（勉誠出版、2008年）- 詳細な研究
- 中野目徹『明治の青年とナショナリズム　政教社・日本新聞社の群像』（吉川弘文館、2014年）

## 関連人物
- 陸羯南 - 新聞「日本」
- 三宅雪嶺 - 政教社
- 内藤湖南 - 上記に在社
- 狩野直喜 - 鈴木虎雄編『支那學論叢　狩野教授還暦記念』（弘文堂書房、1928年）がある。
- 青木正児・小島祐馬・本田成之 -『支那學』を主宰。
- 神田喜一郎
- 三宅雪嶺
- 杉浦重剛
- 芳賀矢一
- 福本日南
- 阿藤伯海
- 前川國男 - 建築家。同郷かつ高校・大学の後輩。
- 田中豊一 - 物理学者。同上。